# Michael Prostějovský
Michael Prostějovský (* 8. května 1948 Praha) je český textař, libretista, překladatel, rozhlasový novinář a hudební producent.

## Biografie
Na konci šedesátých let začal psát texty k písním. Jako autor napsal v 60. a 70. letech 400 písňových textů pro přední české interprety. V tehdy největší československé gramofonové firmě Supraphon pracoval jako šéf dramaturgie a produkce od poloviny sedmdesátých let až do svého odchodu z Československa. Stál za vznikem gramofonových desek mnoha předních interpretů i skupin. Zajímal se rovněž o hudební divadlo a tento zájem ho přivedl ke studiu na Karlově univerzitě. V sedmdesátých letech tam studoval divadelní a filmovou vědu se zaměřením na hudební divadlo. Od roku 1983 žil v Západním Německu (SRN), konkrétně v Kolíně nad Rýnem, kde byl 18 let redaktorem české redakce rozhlasové stanice Deutschlandfunk a Deutsche Welle. Od roku 1990 žije střídavě v Praze a v Německu. Od roku 2005 externě přednášel několik semestrů historii muzikálu na katedře divadelní vědy Filosofické fakulty UK v Praze. Působí jako místopředseda dozorčí rady Ochranného svazu autorského.

## Písňové texty
(vybrané nejznámější texty)
- Karel Černoch: Nářek převozníka; Chrám
- Viktor Sodoma: Good bye; album Šípková Růženka (původně pro Rebels)
- Václav Neckář: Podej mi ruku a projdem Václavák; Jsem; Co je to svět, Swingující jupiter
- Karel Gott: Řekněte, odkud Vás znám; Zpívejte písně mé; Do re mi la
- Věra Špinarová: Hej, lásko, nečekej; Doktor Faust; Pár iluzí na úvěr
- Olympic: Agáta
- Eva Pilarová: Zázrak je žít; Příběh nekončí
- Hana Zagorová: Prý je mu líp; Když písně lžou; Benjamin
- Helena Vondráčková: Trémou nedýcháš
- Karel Zich: Já neměl s kým si hrát
- Petr Rezek: Kino Gloria
- Petra Janů: Já jsem, jaká jsem
- Jana Robbová: Já ráda spím; Má mě rád
- Bezinky: Pár nápadů

## Muzikály
Michael Prostějovský se specializuje na překlady světově úspěšných muzikálů pro uvedení na českých jevištích. Je v tomto ohledu naším nejplodnějším autorem. Do češtiny přebásnil následující díla:
- Jesus Christ Superstar (Tim Rice; Andrew Lloyd Webber)
- Evita (Tim Rice; Andrew Lloyd Webber)
- Kočky (Thomas Stearns Eliot; Andrew Lloyd Webber)
- Carousel (Oscar Hammerstein II; Richard Rodgers)
- Josef a jeho úžasný pestrobarevný plášť (Tim Rice; Andrew Lloyd Webber)
- Vévodkyně z Chicaga (Emmerich Kálmán, opereta)
- Mozart! (Michael Kunze; Sylvester Levay)
- Kráska a zvíře (Christian Bieniek; Elke Schlimbach, Grant Stevens; Martin Doepke)
- Rocky (Thomas Meehan; Stephen Flaherty; Lynn Ahrens)
- Sunset Boulevard (Don Black, Christopher Hampton; Andrew Lloyd Webber)
- Rebecca (Michael Kunze; Sylvester Levay)
- Elisabeth (Michael Kunze; Sylvester Levay)
- Marguerite (Alain Boublil, Claude-Michel Schönberg, Jonathan Kent, John Dempsey, Marie Zamora, Michel Legrand, Herbert Kretzmer)
- Ples upírů (Michael Kunze; Jim Steinman)
- Čarodějka (Winnie Holzman; Stephen Schwartz) texty písní, překlad A. Novák
- Billy Elliot (Lee Hall; Elton John)
- Děj se co děj (Guy Bolton, Pelham G. Wodehouse, Howard Lindsay, Russell Crouse, Timothy Crouse, John Weidman; Cole Porter)
- Líp se loučí v neděli (Don Black; Andrew Lloyd Webber) přepracování překladu P. Vrby

Se skladatelem Jindřichem Brabcem (autor Modlitby pro Martu) napsal dva původní muzikály: Aristokraty pro Divadlo bratří Mrštíků a Sestřičky pro divadlo v Teplicích. Je také autorem textů písní pro původní muzikál Fantom Londýna (uváděn též jako Přízrak Londýna) s hudbou Radima Smetany na libreto Pavla Bára a Lumíra Olšovského.

## Publicistika
Již od roku 1990 vysílá (nyní na ČRo Dvojka) pořad Muzikál expres, kde v posledních letech ve dvojici s Pavlem Bárem představuje aktuální informace ze světa domácího i zahraničního muzikálu. Prostřednictvím vlastní agentury Musical media s.r.o. provozuje také portál muzikalexpres.cz. Muzikál expres je také název Prostějovského knihy, kterou vydalo nakladatelství Větrné mlýny v roce 2008.